# Seth Bullock
Seth Bullock (ur. 23 lipca 1849 roku w Amherstburg, zm. 23 września 1919) – pierwszy szeryf w Deadwood na amerykańskim Dzikim Zachodzie, właściciel kopalni złota, sklepu z narzędziami i istniejącego do dziś hotelu w tym mieście.

## Młodość
Nie są znane szczegóły wczesnego życia Bullocka. Wiadomo jedynie, że urodził się w Amherstburg, w zachodniej Kanadzie (obecnie prowincja Ontario).
Jego ojciec, emerytowany oficer armii brytyjskiej James Bullock, był znanym politykiem w Sandwich, Ontario (dzisiaj Windsor). Matka, Anna Findley, pochodziła ze Szkocji. Najwyraźniej niezadowolony z życia z rodzicami 16-letni Bullock uciekł do Montany, gdzie przez jakiś czas mieszkał u swej starszej siostry, Jessie Bullock. W wieku lat osiemnastu wybrał własną drogę życia.

## Helena
W roku 1867 Bullock zamieszkał w miejscowości Helena w stanie Montana, gdzie bez powodzenia ubiegał się o stanowisko w legislaturze, ale zdobył miejsce w senacie terytorium, służąc jako polityk od 1871 do 1872 roku, a następnie pomagając w utworzeniu Yellowstone National Park. W roku 1873 został szeryfem w hrabstwie Lewis and Clark. Na tym stanowisku po raz pierwszy zabił człowieka. Niejaki Clell Watson ukradł konia. Po wymianie strzałów, w czasie której Bullock został lekko ranny w ramię, Watson został aresztowany. W czasie, gdy Watsona przygotowywano do powieszenia, tłum ludzi przepędził kata w celu dokonania na skazanym samosądu. W tej sytuacji Bullock wspiął się na szafot i pociągnął za dźwignię, powodując śmierć Watsona, a następnie spacyfikował tłum przy pomocy strzelby (scena ta została odtworzona w serialu HBO Deadwood, Watson został jednak powieszony tam na ganku siedziby szeryfa, a nie na szafocie).
Mniej więcej w tym czasie Bullock i Sol Star otworzyli sklep z narzędziami górniczymi. W sierpniu 1876 postanowili wejść z tym na dziewiczy rynek nowo powstałego miasteczka Deadwood. Kupili w Deadwood działkę i uruchomili sklep narzędziowy pod nazwą Office of Star and Bullock, Auctioneers and Commission Merchants, najpierw w namiocie, później w drewnianym budynku.

## Deadwood

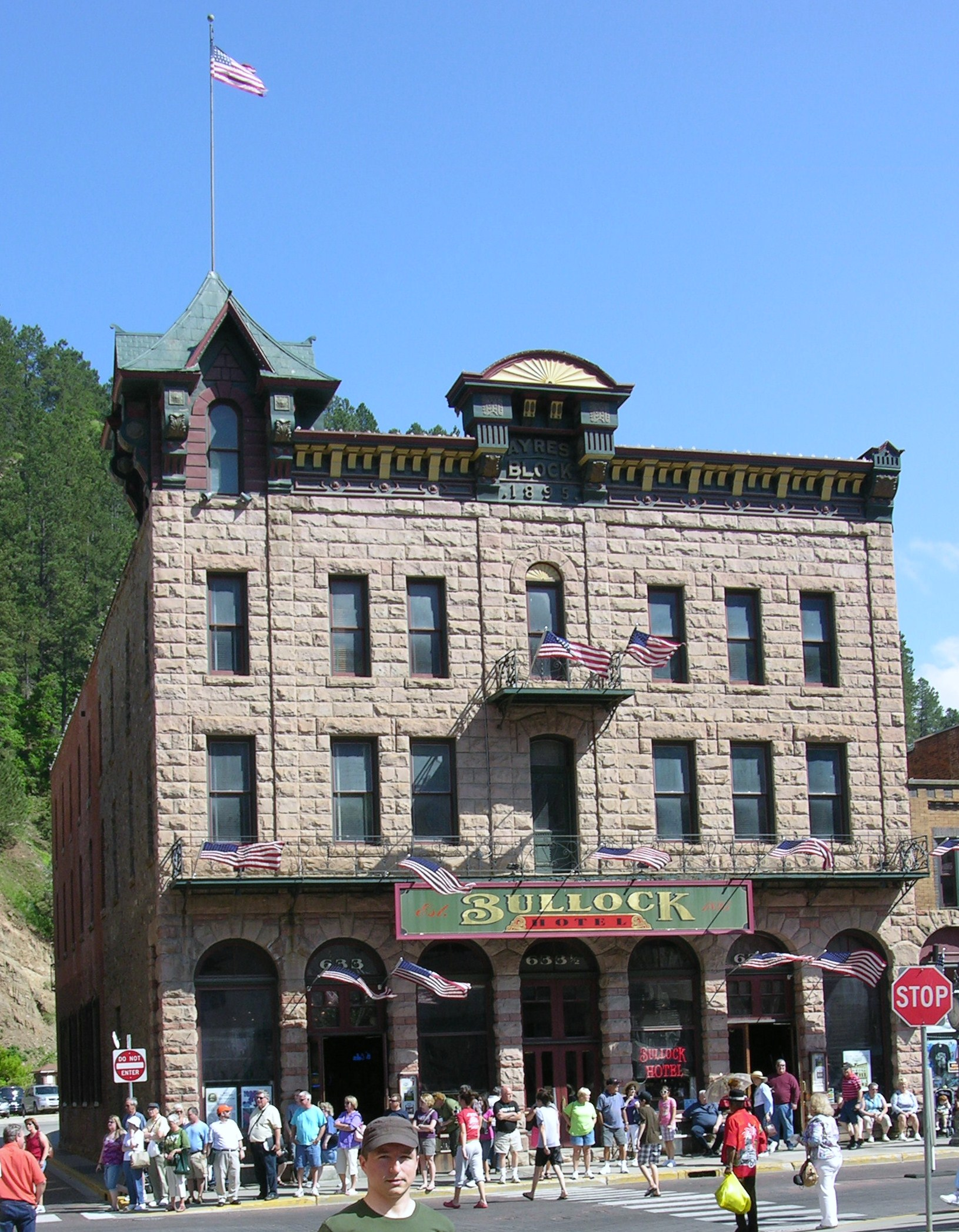
Hotel Bullocka w Deadwood obecnie

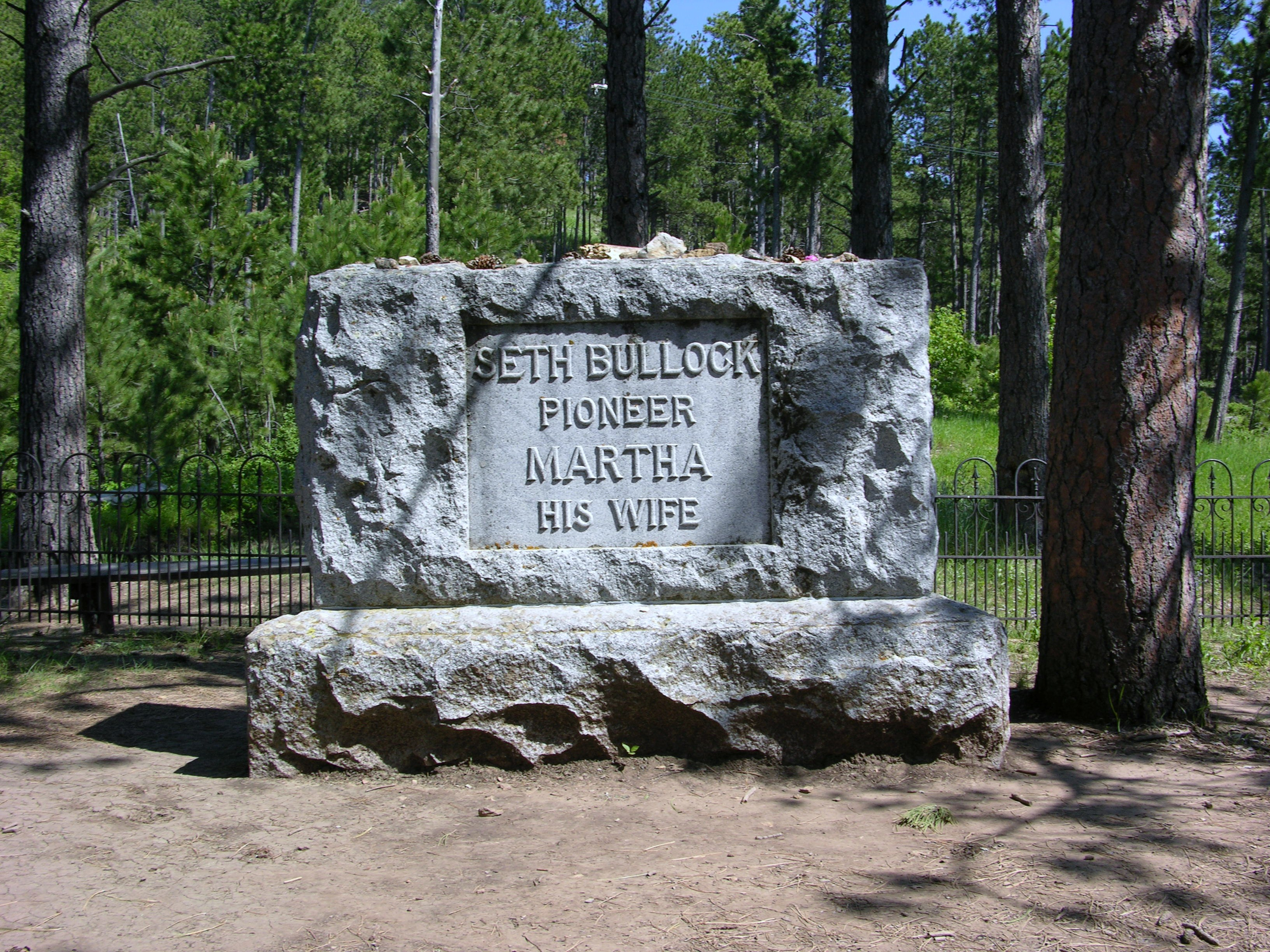
Grób Bullocków na cmentarzu Mt. Moriah

Deadwood było obozowiskiem górniczym, w którym panowało bezprawie. W dzień po przybyciu Bullocka Dziki Bill Hickok został zabity przez niejakiego Jacka McCalla, który został uniewinniony przez doraźny sąd, po czym szybko opuścił miasto. Wydarzenie to wskazało na potrzebę powołania sił policyjnych, a Bullock, ze swym doświadczeniem, został jednogłośnie wybrany na pierwszego szeryfa w mieście.
Bullock potraktował swą pracę poważnie, wyznaczając kilku mieszkańców swymi zastępcami i przystępując do ucywilizowania obozowiska. Mając reputację człowieka nieustraszonego i bezkompromisowego, mógł osiągnąć swoje cele bez zabijania kogokolwiek. Po uzyskaniu nominacji na szeryfa musiał natomiast stanąć oko w oko z Wyattem Earpem, marshalem z Dodge City, który był zainteresowany otrzymaniem stanowiska. Bullock powiedział Earpowi wprost, że nie ma czego w Deadwood szukać i że powinien jak najszybciej wyjechać. Earp ociągał się przez tydzień, ale w końcu wyjechał i wrócił do Dodge City.
Osiągnąwszy pewien stopień stabilizacji, Bullock sprowadził do Deadwood swoją żonę i córkę, które dotąd mieszkały w domu rodziców w Michigan (inaczej niż w serialu Marta nie była wdową po bracie Bullocka; pobrali się w Salt Lake City w Utah w roku 1874). W chwili przybycia Marty do Deadwood mieli jedną córkę, Margaret; później urodziła się druga córka, Florence, i syn Stanley.
Bullock i Star kupili ranczo w miejscu, gdzie potok Redwater wpada do rzeki Belle Fourche, i nazwali je S&B Ranch Company. Bullockowi przypisuje się zapoczątkowanie upraw lucerny w Dakocie Południowej w roku 1881. Później, będąc już marshalem, wstąpił do spółki ze Starem i Harrisem Franklinem, zarządzając miejscowym młynem i inwestując w kopalnie, najszybciej rozwijającej się gałęzi gospodarki w Black Hills. Bullock i Star rozszerzyli swoje interesy na miasta Spearfish, Sturgis i Custer.
W roku 1884, gdy przywiózł na ranczo, położone w pobliżu dzisiejszego Belle Fourche, koniokrada znanego jako Szalony Steve, Bullock spotkał się z Theodore'em Rooseveltem, wówczas zastępcą szeryfa w miejscowości Medora. Obaj szybko przypadli sobie do gustu i zostali przyjaciółmi; Roosevelt mawiał o Bullocku: "Seth Bullock to prawdziwy człowiek Zachodu, najwspanialszy typ kresowiaka".

## Belle Fourche i Bullock Hotel
Bullock i Star nadal pomnażali wspólny kapitał, zakładając linię kolejową Fremont, Elkhorn i Missouri Valley Railroad, co w roku 1890 przyczyniło się do założenia miasta Belle Fourche, gdzie obaj wspólnicy oferowali darmowe działki. Belle Fourche stało się wkrótce największym punktem załadowczym bydła w Stanach Zjednoczonych i siedzibą władz hrabstwa.
Sklep z narzędziami Bullocka i Stara w Deadwood spłonął w roku 1894. Zamiast go odbudowywać wznieśli w tym samym miejscu, kosztem 40 000 dolarów, pierwszy hotel Deadwood, 3-piętrowy z 64 pokojami. Był to luksusowy budynek z ogrzewaniem parowym i łazienkami na każdym piętrze. "Bullock Hotel" istnieje do dziś dzień i posiada otwarte przez 24 godziny na dobę kasyno.

## U schyłku życia
Przyjaźń Bullocka z Rooseveltem spowodowała, że został dowódcą Oddziału "A" w dywizji Roosevelta Rough Riders podczas wojny amerykańsko-hiszpańskiej; mimo że oddział nigdy nie opuścił do końca wojny obozu szkoleniowego w Luizjanie, Bullock zachował stopień kapitana. Gdy Roosevelt został wiceprezydentem u boku Williama McKinleya, mianował Bullocka pierwszym zarządcą lasów w Black Hills. Po wyborze Roosevelta na prezydenta Bullock zebrał pięćdziesięciu konnych (w tym gwiazdora filmu niemego Toma Mixa) jako konną eskortę podczas parady inauguracyjnej w roku 1905. Bullock został mianowany federalnym marshalem Dakoty Południowej na następne dziewięć lat. W czasach I wojny światowej Roosevelt wyznaczył Bullocka, jako jednego z osiemnastu oficerów, do sformowania ochotniczej dywizji do walki z Niemcami we Francji. Kongres zezwolił Rooseveltowi na utworzenie czterech dywizji podobnych do jego Surowych Jeźdźców, ale prezydent Woodrow Wilson odmówił poparcia i oddział został rozwiązany. Po śmierci Roosevelta w styczniu 1919 roku Bullock wzniósł jego pomnik na szczycie wzgórza Sheep Mountain, które zostało z tej okazji przemianowane na Roosevelt Mountain.
Bullock zmarł na raka 23 września 1919 roku, w pokoju nr 211 w swoim hotelu. Został pochowany na cmentarzu Mt. Moriah w Deadwood, a jego grób - znajdujący się naprzeciw pomnika prezydenta Roosevelta - wznosi się blisko 250 metrów powyżej głównej części cmentarza.

## W kulturze
Bullock był jedną z czołowych postaci serialu telewizyjnego HBO Deadwood. Zagrał go Timothy Olyphant.